# Giuseppe Montalbano (politico 1895)
Giuseppe Montalbano (Santa Margherita di Belice, 10 giugno 1895 – 29 ottobre 1989) è stato un politico e giurista italiano.
Membro della Consulta Nazionale, Deputato all'Assemblea Costituente e all'Assemblea regionale siciliana.

## Biografia
Aderì 18enne al partito socialista e nel 1923 al partito comunista. Fu arrestato per motivi politici già nel dicembre 1925 e rilasciato un mese dopo. Laureato in giurisprudenza, fu avvocato penalista. Si iscrisse al PCI clandestino nel 1937, e prese parte all'organizzazione del partito nella provincia di Agrigento. Fu quindi docente di procedura penale all'Università di Palermo dal 1943 al 1970.
Nel 1943 fece parte del Comitato di Liberazione Nazionale. Nel 1944 fu nominato da Togliatti segretario regionale del PCI in Sicilia.
Nel Governo Bonomi III fu nominato sottosegretario per la marina mercantile dal 12 dicembre 1944 al 21 giugno 1945. Nel settembre 1945 fu chiamato come deputato alla Consulta Nazionale, l'organo legislativo italiano provvisorio. 
Nel giugno 1946 è eletto deputato all'Assemblea Costituente nelle liste del PCI.. Nel Governo De Gasperi II, il primo della Repubblica, fu ancora Sottosegretario di Stato alla Marina Mercantile (17 luglio 1946-2 febbraio 1947)
Nell'aprile 1947 è eletto deputato all'Assemblea regionale siciliana per il Blocco del Popolo nella provincia di Trapani. È eletto capogruppo del suo partito e venne poi rieletto altre due legislature, nel 1951 e 1955 (nel collegio di Agrigento). Fu Vice Presidente dell'Assemblea Regionale Siciliana dal 1955 al 1959.. Membro del Comitato centrale del PCI per 20 anni, nel 1958 si dimise dal partito.
Fu sindaco del comune di Santa Margherita Belice.
Autore una denuncia verso i mandanti della strage di Portella della Ginestra, scrisse diversi saggi, tra i quali il volume “Mafia, politica e storia”. 
Morì nell'autunno 1989, all'età di 94 anni.
Il figlio, Giuseppe jr, ingegnere, fu arrestato nel 2001 e condannato a sette anni per concorso esterno in associazione mafiosa
.

## Opere
Saggi
- Mafia e giustizia nel 1861 ed oggi, Palermo, 1983
- Mafia, politica e storia, Palermo, 1982
- La mafia e i comunisti siciliani , Roma, 1964
- Destre, Pci e separatisti in Sicilia, Roma, 1964

Testi giuridici
- La confessione nel diritto vigente, Napoli, 1960
- Consiglio di Stato e Cassazione in Sicilia, Milano, 1960
- Perizia psicologica e perizia psichiatrica nel processo penale, Palermo, 1959
- La confessione nel processo penale, Palermo, 1953
- Saggi di diritto processuale penale, Palermo, 1952
- Psicoanalisi, diritto penale e criminologia, Palermo, 1941